# Портрет Павла Алексеевича Тучкова
«Портрет Павла Алексеевича Тучкова» — картина Джорджа Доу и его мастерской из Военной галереи Зимнего дворца.
Картина представляет собой погрудный портрет генерал-майора Павла Алексеевича Тучкова из состава Военной галереи Зимнего дворца.
К началу Отечественной войны 1812 года генерал-майор Тучков был шефом Вильманстрандского пехотного полка и командовал 2-й бригадой 17-й пехотной дивизии, прикрывал отступление армии от Дрисского лагеря и был в сражении под Смоленском. В бою у Валутиной горы был тяжело ранен и захвачен французами в плен, из которого освобождён только весной 1814 года.
Изображён в генеральском вицмундире, введённом для пехотных генералов 7 мая 1817 года. Слева на груди звезда ордена Св. Анны 1-й степени; на шее крест ордена Св. Иоанна Иерусалимского; справа на груди крест ордена Св. Георгия 4-го класса, серебряная медаль участника Отечественной войны 1812 года и бронзовая дворянская медаль в память Отечественной войны 1812 года. С тыльной стороны картины надписи: Touchkoff и Geo Dawe RA pinxt. Подпись на раме: П. А. Тучковъ 3й, Генералъ Маiоръ.
7 августа 1820 года Комитетом Главного штаба по аттестации Тучков был включён в список «генералов, заслуживающих быть написанными в галерею» и 19 мая 1822 года император Александр I приказал написать его портрет. Гонорар Доу был выплачен 4 апреля 1824 года. Готовый портрет поступил в Эрмитаж 7 сентября 1825 года.

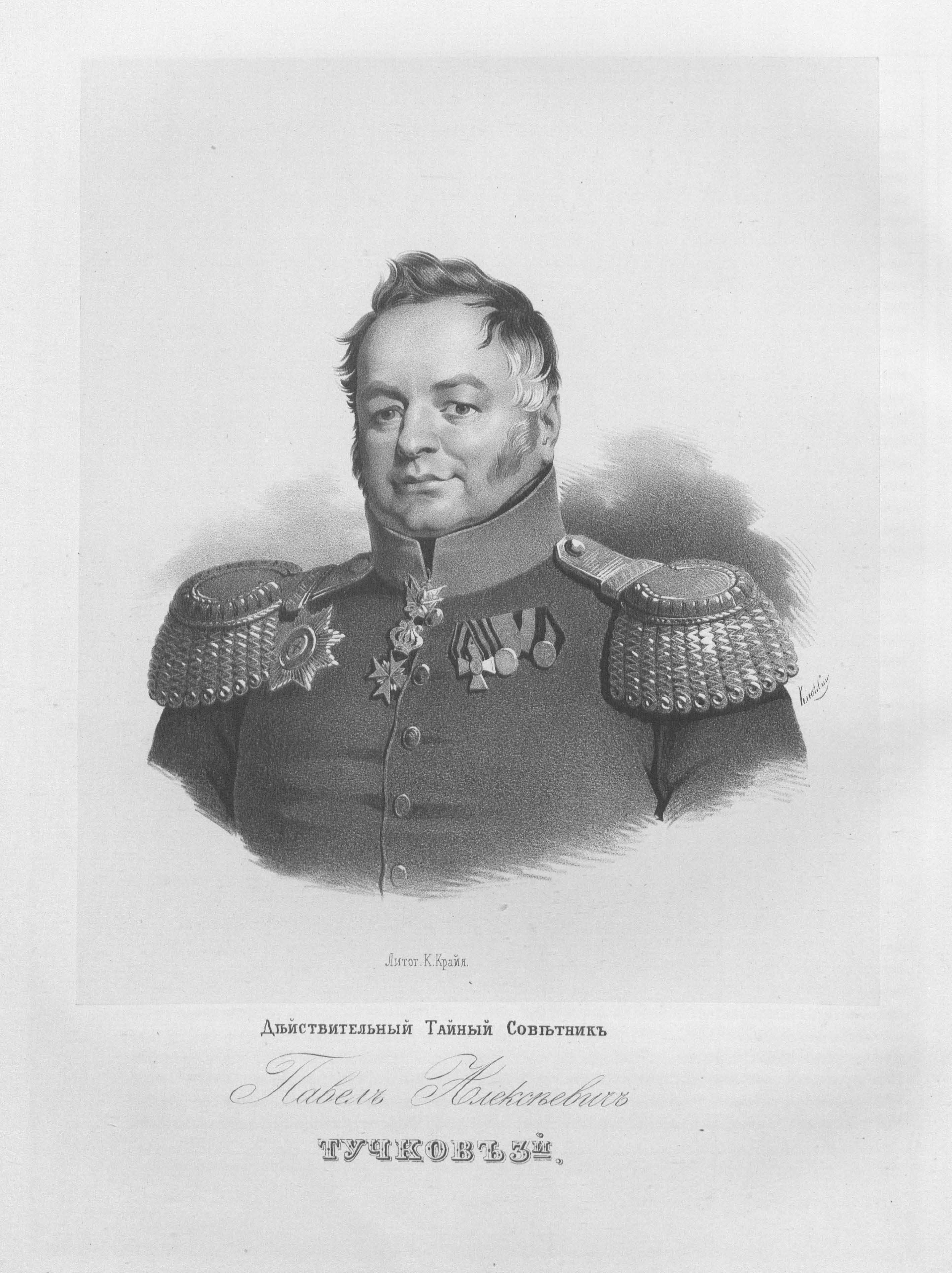
Литография К. Края по рисунку И. А. Клюквина. В авторской подписи Тучкову указан гражданский чин

В 1840-х годах в мастерской К. Края по рисунку И. А. Клюквина с галерейного портрета была сделана литография, опубликованная в книге «Император Александр I и его сподвижники» и впоследствии неоднократно репродуцированная. Несмотря на то, что Тучков изображён в генеральском мундире, подпись литографии гласит, что он действительный тайный советник, с этим чином он указан и в оглавлении тома . Эта неувязка имеет своё объяснение: в феврале 1819 года Тучков вышел в отставку, а в сентябре 1826 года поступил на гражданскую службу и с этого времени был в чине тайного советника, с декабря 1838 года был членом Государственного совета и чин действительного тайного советника он получил в декабре 1840 года. То есть на момент опубликования книги Михайловского-Данилевского и литографии Края Тучков действительно находился в указанном на литографии чине.